# Тжвжик (фильм)
«Тжвжик» («Печёнка») — дипломная работа Армана Манаряна по сценарию его брата Ерванда Манаряна по одноимённому рассказу западноармянского писателя Атрпета, снятая в 1961 году. Фильм, где свою последнюю роль сыграл знаменитый актёр Грачия Нерсисян, до сих пор считается одним из любимейших фильмов в Армении и классикой армянского кинематографа.

## Сюжет
Действие фильма происходит в XIX веке в провинциальном западноармянском городке. Богач Никогос-ага покупает для семьи бедняка Нерсеса-ахпара говяжью печень (тжвжик), после чего при всяком удобном случае напоминает ему о своей «благотворительности».

## В ролях
- Грачия Нерсисян — Нерсес-ахпар
- Цолак Америкян — Никогос-ага
- Арман Котикян — Овсеп
- Григорий Сандалджян — старик
- Агасий Алаян
- Георгий Стамболцян
- Зорий Тер-Карапетян
- Варвара Степанян — жена Нерсеса
- Марго Мурадян — дочь Нерсеса
- А. Вруйр
- Георгий Асланян
- Самсон Сардарян
- Генрих Зарьян
- М. Геодакян
- А. Гегамян
- Арщавир Казарян - мясник
- Мария Джерпетян
- Анаида Масчян
- Г. Мушегян

## Съёмочная группа
- Режиссёр: Арман Манарян
- Автор сценария: Ерванд Манарян
- Оператор: Марк Осепьян
- Художник: Степан Андраникян
- Композитор: Эдуард Багдасарян
- Звукооператор: С. Григорян
- Костюмы: Г. Исаян
- Ассистенты: режиссёра — М. Тер-Погосян, оператора — Левон Атоянц
- Грим: В. Асатрян
- Монтаж: В. Айказян
- Дирижёр: Арам Катанян
- Директор: Р. Сароян